# 인자 대수
함수해석학에서 인자 대수(因子代數, 영어: factor algebra)는 ‘분해’되지 못하는 폰 노이만 대수이다. 모든 폰 노이만 대수는 이를 구성하는 인자 대수들로 유일하게 표현된다. 양자역학에서, 인자 대수는 물리계를 구성되는 국소화된 ‘요소’로 해석된다.

## 정의
폰 노이만 대수 {\displaystyle A}에 대하여 다음 세 조건이 서로 동치이며, 이를 만족시키는 폰 노이만 대수를 인자 대수라고 한다.
- {\displaystyle \operatorname {Z} (A)=\mathbb {C} 1_{A}}. 즉, {\displaystyle A}의 중심은 모두 1의 스칼라배이다.
- 어떤 복소수 힐베르트 공간 표현 {\displaystyle A\hookrightarrow \operatorname {B} ({\mathcal {H}},{\mathcal {H}})}에 대하여, {\displaystyle A\cap \operatorname {C} _{\operatorname {B} ({\mathcal {H}},{\mathcal {H}})}(A)=\mathbb {C} }이다.
- 어떤 복소수 힐베르트 공간 표현 {\displaystyle A\hookrightarrow \operatorname {B} ({\mathcal {H}},{\mathcal {H}})}에 대하여, {\displaystyle \operatorname {C} _{\operatorname {B} ({\mathcal {H}},{\mathcal {H}})}(\operatorname {C} _{\operatorname {B} ({\mathcal {H}},{\mathcal {H}})}(A\operatorname {C} _{\operatorname {B} ({\mathcal {H}},{\mathcal {H}})}(A)))=\operatorname {B} ({\mathcal {H}},{\mathcal {H}})}이다.

여기서
- {\displaystyle {\mathcal {H}}}는 어떤 복소수 힐베르트 공간이다.
- {\displaystyle \operatorname {B} ({\mathcal {H}},{\mathcal {H}})}는 {\displaystyle {\mathcal {H}}\to {\mathcal {H}}} 유계 작용소의 폰 노이만 대수이다.
- {\displaystyle \operatorname {C} _{\operatorname {B} ({\mathcal {H}},{\mathcal {H}})}(-)}는 {\displaystyle \operatorname {B} ({\mathcal {H}},{\mathcal {H}})} 속에서 취한 중심화 부분환이다.

위 세 조건 가운데, 마지막 조건은 {\displaystyle {\mathcal {H}}} 위의 모든 유계 작용소를 {\displaystyle A}의 원소 및 {\displaystyle A}와 가환하는 원소들의 곱들의 열의 (약한 작용소 위상 또는 강한 작용소 위상에서의) 극한으로 나타낼 수 있다는 뜻이다. 다시 말해, {\displaystyle {\mathcal {H}}}를 상태 공간으로 하는 양자 역학 계는 {\displaystyle A}에 속하는 관찰 가능량들과 {\displaystyle A}와 ‘분리된’ (즉, 가환하는) 관찰 가능량들로 구성되며, {\displaystyle A}는 {\displaystyle \operatorname {B} ({\mathcal {H}},{\mathcal {H}})}를 구성하는 ‘인자’로 여길 수 있다.

### 특별한 원소
C* 대수 {\displaystyle A}의 원소 {\displaystyle a\in A} 가운데, {\displaystyle a=a^{2}=a^{*}}인 것을 사영원(射影元, 영어: projection)이라고 하고, 사영원들의 집합을 {\displaystyle \operatorname {Proj} (A)}로 표기하자.
복소수 힐베르트 공간 {\displaystyle {\mathcal {H}}} 위에 표현된 폰 노이만 대수 {\displaystyle {\mathcal {A}}\subseteq \operatorname {B} ({\mathcal {H}},{\mathcal {H}})}의 사영원 {\displaystyle A\in {\mathcal {A}}}의 상 {\displaystyle A{\mathcal {H}}\subseteq {\mathcal {H}}}으로 나타내어지는 부분 공간을 {\displaystyle {\mathcal {A}}}에 속하는 부분 공간이라고 하자. 그렇다면, 이는 {\displaystyle {\mathcal {A}}}의 사영원들의 집합과 {\displaystyle {\mathcal {A}}}에 속하는 부분 공간들의 집합 사이에 일대일 대응을 정의한다.
폰 노이만 대수 {\displaystyle {\mathcal {A}}}의 두 사영원 {\displaystyle A,B\in {\mathcal {A}}}에 대하여, 만약 {\displaystyle A=CC^{*}}이자 {\displaystyle B=C^{*}C}인 {\displaystyle C\in {\mathcal {A}}}가 존재한다면, {\displaystyle A}와 {\displaystyle B}가 서로 머리-폰 노이만 동치(영어: Murray–von Neumann equivalent)라고 하고, {\displaystyle A\sim B}로 표기하자. 이는 {\displaystyle {\mathcal {A}}}의 사영원들의 집합 위의 동치 관계를 이룬다.
{\displaystyle {\mathcal {A}}}의 사영원들의 집합 위에 다음과 같은 원순서를 정의할 수 있다.
{\displaystyle A\lesssim B\iff \exists C\in \operatorname {Proj} ({\mathcal {A}})\colon A\sim C,\;C{\mathcal {H}}\subseteq B{\mathcal {H}}}
폰 노이만 인자의 경우, 이는 사실 사영원들의 머리-폰 노이만 동치류들의 집합 위의 전순서를 이룬다.
{\displaystyle {\mathcal {A}}}의 사영원 {\displaystyle A\in \operatorname {Proj} ({\mathcal {A}})} 가운데 다음 조건을 만족시키는 것을 유한 사영원(영어: finite projection)이라고 한다.
{\displaystyle \forall B\in \operatorname {Proj} ({\mathcal {A}})\colon B{\mathcal {H}}\subsetneq A{\mathcal {H}}\implies B\not \sim A}

## 분류
인자들은 통상적으로 Ⅰ종 · Ⅱ1종 · Ⅱ∞종 · Ⅲ종으로 분류된다. 이들의 정의는 각각 다음과 같다.
- Ⅰ종 인자 {\displaystyle A}의 경우, {\displaystyle \operatorname {Proj} (A)\setminus \{0\}}은 최소 원소를 갖는다. 즉, 가장 작은, 0이 아닌 사영원 동치류가 존재한다.
- Ⅱ종 인자는 Ⅰ종 인자가 아니며, 0이 아닌 유한 사영원을 갖는다.
  - Ⅱ1종 인자에서, 항등원은 유한 사영원이다.
  - Ⅱ∞종 인자에서, 항등원은 유한 사영원이 아니다.
- Ⅲ종 인자는 Ⅰ종 인자나 Ⅱ종 인자가 아니다.

이들에 대해서는 각각 다음과 같은 구조 정리가 알려져 있다.
- Ⅱ1종 인자는 일반적으로 복잡하다.
- Ⅱ∞종 인자는 항상 Ⅰ종 인자와 Ⅱ1종 인자로부터 구성될 수 있다.
- Ⅲ종 인자는 항상 Ⅱ1종 인자로부터 구성될 수 있다.

즉, 폰 노이만 대수의 분류는 사실상 Ⅱ1종 인자의 분류로 귀결된다.

### Ⅰ종 인자 대수
Ⅰ종 인자 대수는 어떤 복소수 힐베르트 공간 {\displaystyle {\mathcal {H}}}에 대하여 {\displaystyle \operatorname {B} ({\mathcal {H}},{\mathcal {H}})}와 C* 대수로서 동형이다.
구체적으로, 복소수 힐베르트 공간 {\displaystyle {\mathcal {H}}}의 임의의 단위 벡터 {\displaystyle |v\rangle \in {\mathcal {H}}}에 대하여, {\displaystyle |v\rangle \langle v|}는 0이 아닌 유한 사영원이다.
복소수 힐베르트 공간은 그 힐베르트 차원에 의하여 완전히 분류된다. 차원이 기수 {\displaystyle \kappa }일 때, 이에 대응하는 Ⅰ종 인자 대수를 {\displaystyle \operatorname {I} _{\kappa }}형이라고 한다. (분해 가능 복소수 힐베르트 공간의 경우 차원이 가산 기수이다. 이 경우 {\displaystyle \aleph _{0}}차원 경우는 보통 {\displaystyle \operatorname {I} _{\infty }}으로 표기된다.)

### Ⅱ∞종 인자 대수
Ⅱ∞종 인자 대수는 항상 Ⅱ1종 인자 대수와 무한 차원 Ⅰ종 인자 대수의 텐서곱으로 표현될 수 있다.

### Ⅲ종 인자 대수
Ⅲ종 인자의 분류 이론은 도미타-다케사키 이론이라고 한다.
구체적으로, 도미타-다케사키 이론에서는 각 폰 노이만 대수 {\displaystyle A}에 대하여 어떤 음이 아닌 실수 집합 {\displaystyle \operatorname {S} (A)\subseteq [0,\infty )}를 대응시키며, 이를 {\displaystyle A}의 콘 스펙트럼(영어: Connes spectrum)이라고 한다. 만약 {\displaystyle A}가 Ⅲ종 인자 대수일 경우, 가능한 콘 스펙트럼들은 다음과 같다.
- {\displaystyle \operatorname {S} (A)\setminus \{0\}=\{1\}}. 이는 Ⅲ0종 인자 대수라고 한다.
- {\displaystyle \operatorname {S} (A)\setminus \{0\}=\{\dotsc ,\lambda ^{-2},\lambda ^{-1},1,\lambda ,\lambda ^{2},\lambda ^{3},\dotsc \}\quad (0<\lambda <1)}. 이는 Ⅲλ종 인자 대수라고 한다.
- {\displaystyle \operatorname {S} (A)\setminus \{0\}=\mathbb {R} ^{+}}. 이는 Ⅲ1종 인자 대수라고 한다.

({\displaystyle \operatorname {S} (A)\setminus \{0\}}은 항상 {\displaystyle \mathbb {R} ^{+}}의 닫힌 부분군이므로 다른 가능성은 존재하지 않는다.)

## 역사
인자 대수의 개념 및 Ⅰ종· Ⅱ종·Ⅲ종 인자 대수로의 분류는 존 폰 노이만과 프랜시스 조지프 머리(영어: Francis Joseph Murray, 1911~1996)가 양자역학을 분석하기 위하여 도입하였다.
도미타-다케사키 이론을 통한 Ⅲ종 인자 대수의 분류는 알랭 콘이 1976년에 완료하였다.